# Йенцш, Керстин
Керстин Йенцш (род. 11 июля 1964, Врицен) — немецкая журналистка и писательница. Работала в самых разных сферах, например, преподавала в государственной средней школе, была лектором в Берлинском университете прикладных наук, актрисой озвучивания, журналисткой, специалистом в области СМИ.
Её дебютный роман «Пока боги в недоумении» был хорошо принят в Германии и за рубежом. Роман «Прибытие Пандоры» был включён в список рекомендаций «Романы века» от Stiftung Lesen.

## Работы
- Трилогия Лизы Мирбуш:
  - Пока боги в недоумении (роман, 1994), Verlag Das Neue Berlin, ISBN 3-359-00728-X, Heyne-Verlag, ISBN 3-453-09954-0
  - Прибытие Пандоры (роман, 1996), Verlag Das Neue Berlin, ISBN 3-359-00794-8, Heyne-Verlag, ISBN 3-453-13055-3
  - Ифигения в Панкове (Роман, 1998), Desotron Verlagsgesellschaft, ISBN 3-932875-00-1
- Комната № 51 (роман, 2000 г.), Desotron-Verlagsgesellschaft, ISBN 3-932875-05-2
- Ифигения в Панкове (пьеса, 2002 г.)